# Graderia
Graderia é um género botânico pertencente à família Orobanchaceae.

## Sinonímia
Bopusia

### Espécies
- Graderia fruticosa
- Graderia iringensis
- Graderia linearifolia
- Graderia scabra
- Graderia speciosa
- Graderia subintegra